# Trichoplusia groseum
Trichoplusia groseum är en fjärilsart som beskrevs av Achille Guenée 1862. Trichoplusia groseum ingår i släktet Trichoplusia och familjen nattflyn. Inga underarter finns listade i Catalogue of Life.